# Völkische Bewegung

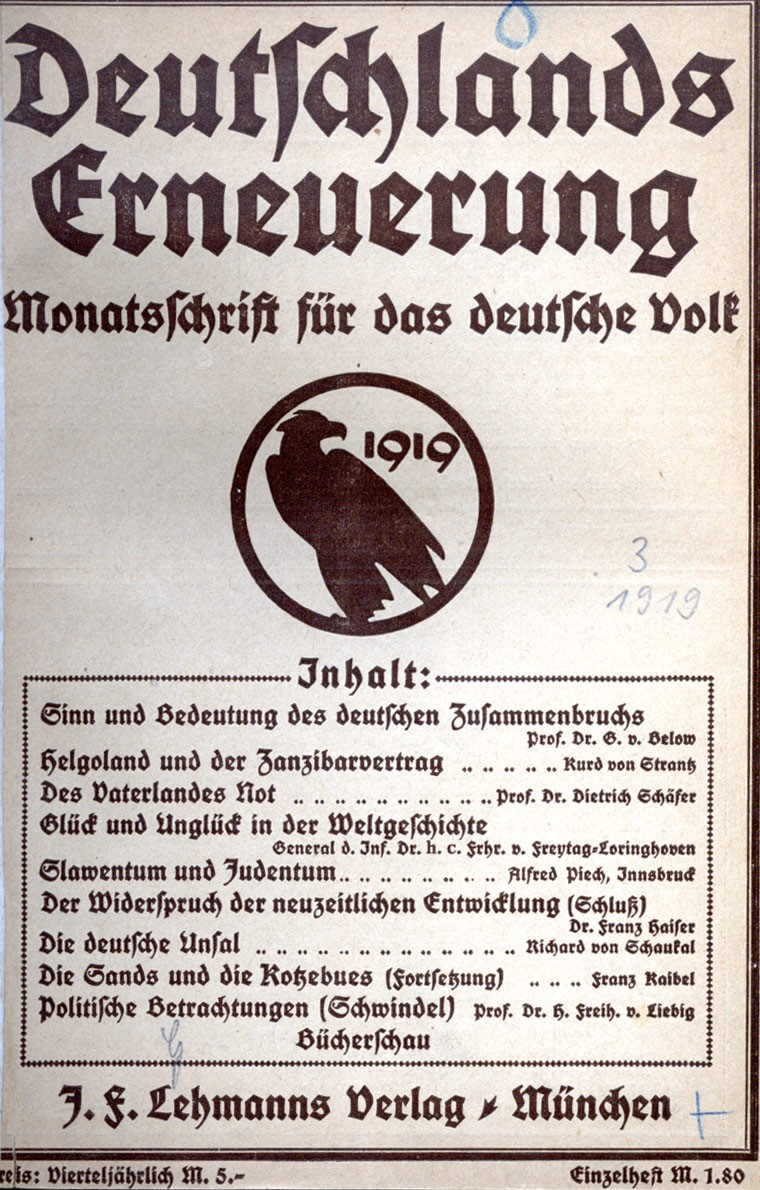
Tijdschrift van een völkische groepering

De völkische Bewegung was een extreme vorm van volksnationalisme, gebaseerd op etnische identiteit of Volkstum, die vooral in Duitstalige landen populair was. Deze stroming definieert het volk in enge zin als een eenheid die is gebaseerd op gemeenschappelijke afstamming van dezelfde voorouders. De stroming is omstreden, omdat hij in de eerste helft van de twintigste eeuw in de regel gepaard ging met racisme en antisemitisme. Het völkische element vormde een essentieel onderdeel van het Deutschtum en evolueerde tot een van de hoofdstromingen binnen het nationaalsocialisme.
Een variant baseert de definiëring van 'volk' uitsluitend op de 'volkscultuur', die dan als relatief onveranderlijk wordt afgeschilderd en vooral bestaat uit traditionele gebruiken en geloofsopvattingen.
Na de Tweede Wereldoorlog was er meermalen een heropleving van 'völkisch' gedachtegoed te zien, bijvoorbeeld in Heimatfilms en schlagerfestivals. Een racistische component was daarbij nog slechts marginaal aanwezig. De meeste volksnationalisten proberen afstand te nemen van een dergelijke ondertoon. Neonazistische, andere extreemrechtse alsook neopaganistische organisaties zien zichzelf echter nog altijd als onderdeel van een grote völkische beweging.

## Geschiedschrijving
Binnen de geschiedschrijving zijn er twee voornaamste stromingen over de völkische bewegung. Een hiervan vertolkt door historicus George Mosse. Mosse stelt dat völkisch denken al voor de Eerste Wereldoorlog in de 19e eeuw aanwezig was en zich vestigde. Hier tegenover staat Peter Gay. Gay zegt dat de völkische bewegung pas na de Eerste Wereldoorlog zijn doorbraak maakt als ideologie.  Beiden zijn het wel eens over het belang van völkisch denken in de later nazistische ideologie.